# Ludwigsburg
Ludwigsburg je německé velké okresní město, ležící asi 12 km severně od Stuttgartu ve spolkové zemi Bádensko-Württembersko. Leží na řece Neckar v Neckarské pánvi a je součástí metropolitního regionu Stuttgart. 
V roce 2022 zde žilo 93.312 obyvatel.

## Historie
Střední tok řeky Neckar, při kterém se Ludwigsburg nachází, byl osídlen již v mladší době kamenné a době bronzové, území bylo prozkoumáno v roce 1965, před plánovanou výstavbou obytné čtvrti na pozemcích zámeckých polí. V době železné bylo území osídleno Kelty. V 1. století se území dostalo pod nadvládu Římanů, kteří je kontrolovali až do roku 260, kdy byli vytlačeni Alamany. Pak v následujících 1500 letech zůstalo převážně jen zemědělsky obděláváno.
V letech 1709–1733 si zde Eberhard Ludwig, vévoda Württemberský dal na zelené louce postavit největší barokní stavební zámecký komplex v Německu, sestávající ze 16 staveb a česky nesprávně nazývaný Palác Ludwigsburg. Při něm se začala rozrůstat městská zástavba, pro jejíž rozvoj kníže obyvatelům zajistil několikaletou úlevu od daní, bezplatný dovoz stavebního materiálu, bezcelní dovoz zboží a náboženskou svobodu. 
3. září 1718 Ludwigsburg získal městská práva. Mezi lety 1730 a 1800 se Ludwigsburg několikrát stal královským sídlem, jelikož panovníkům vyhovoval více, než blízký Stuttgart.
Roku 1756 byla v objektu starých kasáren založena porcelánka Ludwigsburg, nejdříve jako továrna na fajáns. Po získání licence a přísunu hlíny zahájila výrobu porcelánu; zaměstnávala nejlepší malíře a modeléry jižního Německa a produkovala množství figurálního porcelánu; vyráběla pod ochranou knížete Karla Evžena, vévody Württemberského († 1793) a po jeho smrti se její výroba ještě rozšířila. 
Při oslavách 300. výročí založení zámku v roce 2004 v něm byla otevřena galerie a muzeum keramiky a porcelánu.

## Části města
- Eglosheim
- Grünbühl

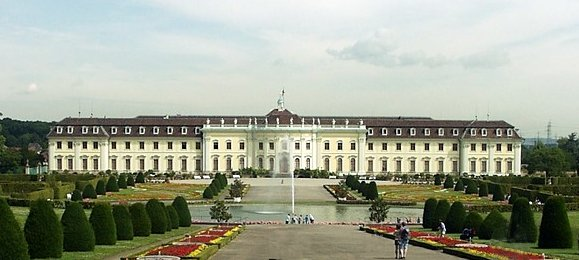
Celkový pohled na vstupní frontu zámku Ludwigsburg se zahradami

- Hoheneck s termálními lázněmi (od roku 1907)
- Neckarweihingen
- Oßweil
- Pflugfelden
- Poppenweiler
- Weststadt

## Památky
- Rezidenční zámek se zámeckými zahradami- rozsáhlý komplex 16 budov podle plánů z roku 1704 stavěl Johann Fridrich Nette v letech 1709–1733, štukatury vytvořil Donato Giuseppe Frisoni, ten z Prahy přivedl sochaře Ondřeje Filipa Quitainera, který tesal sochařskou výzdobu schodiště.
- lovecký zámeček Favorite
- zámeček Monrepos u jezera
- Palác Grävenitz - dům Vilemíny z Grävenitz (1685-1744) milenky knížete
- barokní farní kostel
- barokní kašna na náměstí

## Známé osobnosti
- Ernst von Hügel
- Friedrich Schiller
- Josef Süß Oppenheimer (1698-1738) Žid Süss; bankéř a finanční rádce knížete
- David Strauss

## Partnerská města
- Caerphilly, Spojené království, 1960
- Jevpatorija, Ukrajina, 1990
- Montbéliard, Francie, 1950
- Saint Charles, Missouri, USA, 1995
- Nový Jičín, Česko, 1991

## Galerie

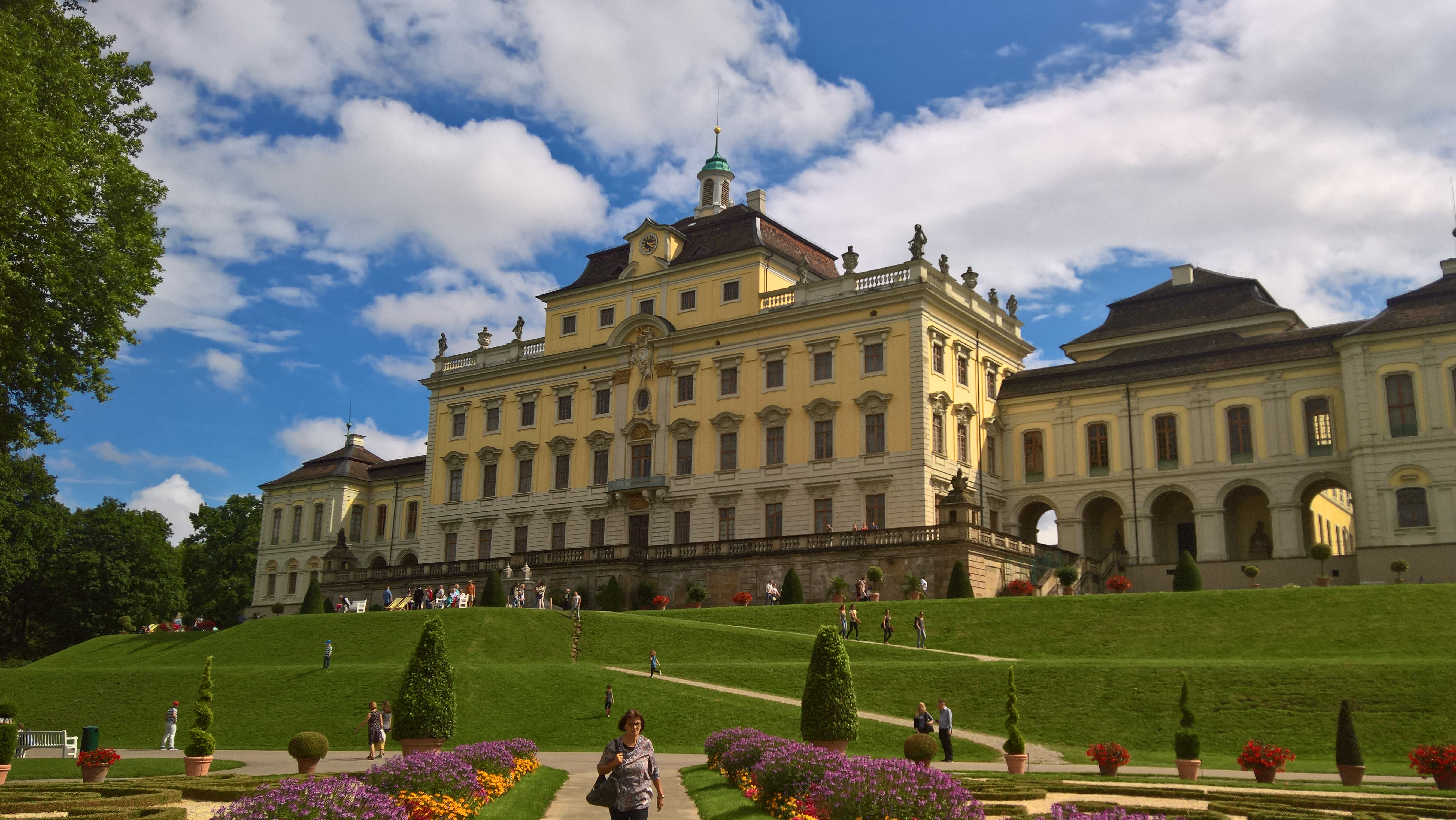
Severní křídlo rezidence
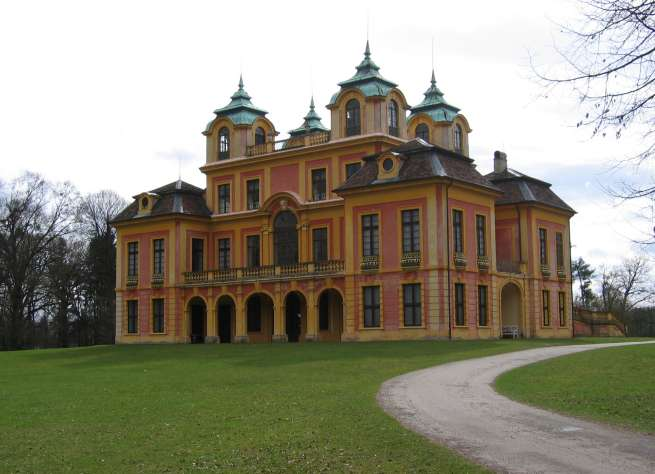
zámeček Favorite
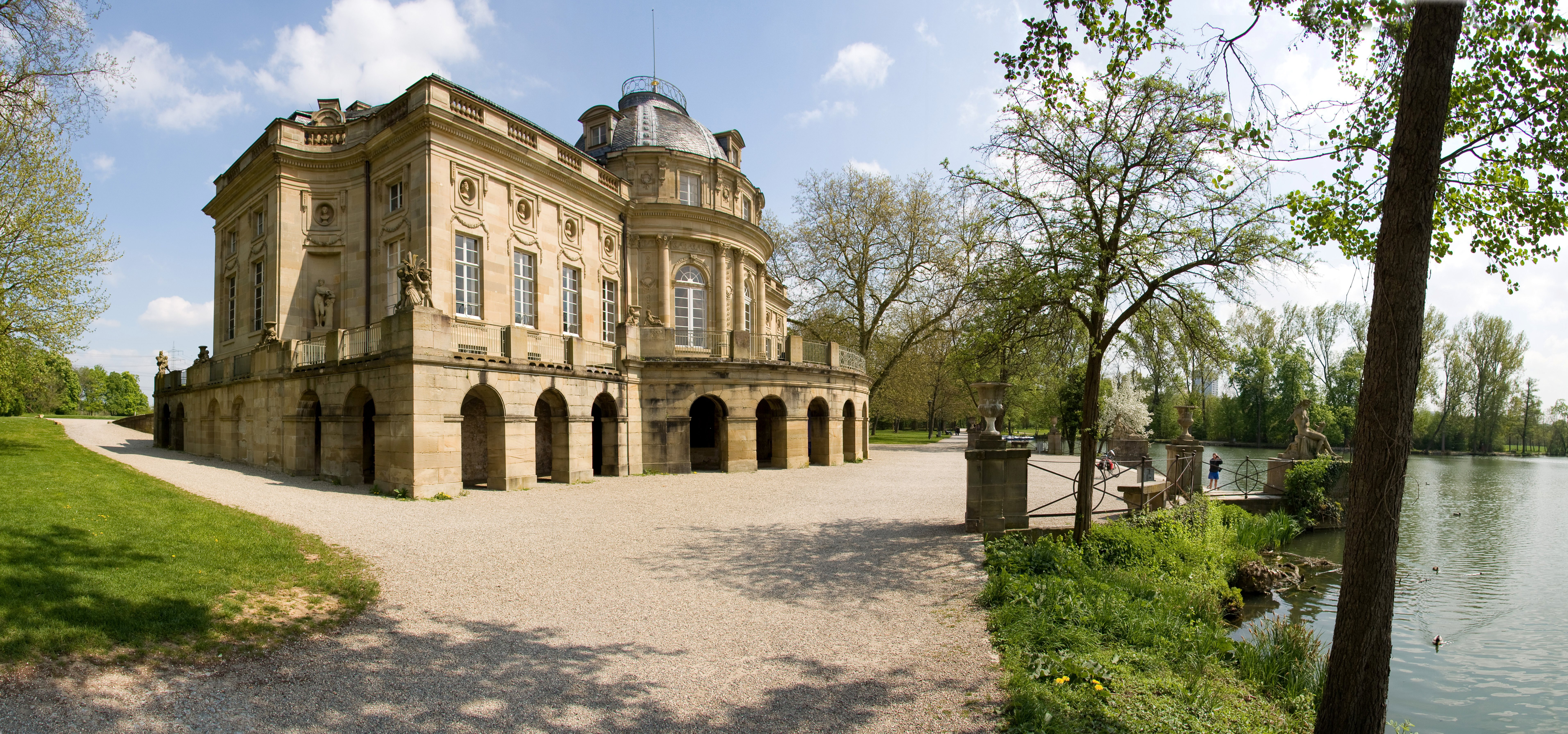
Zámek Monrepos
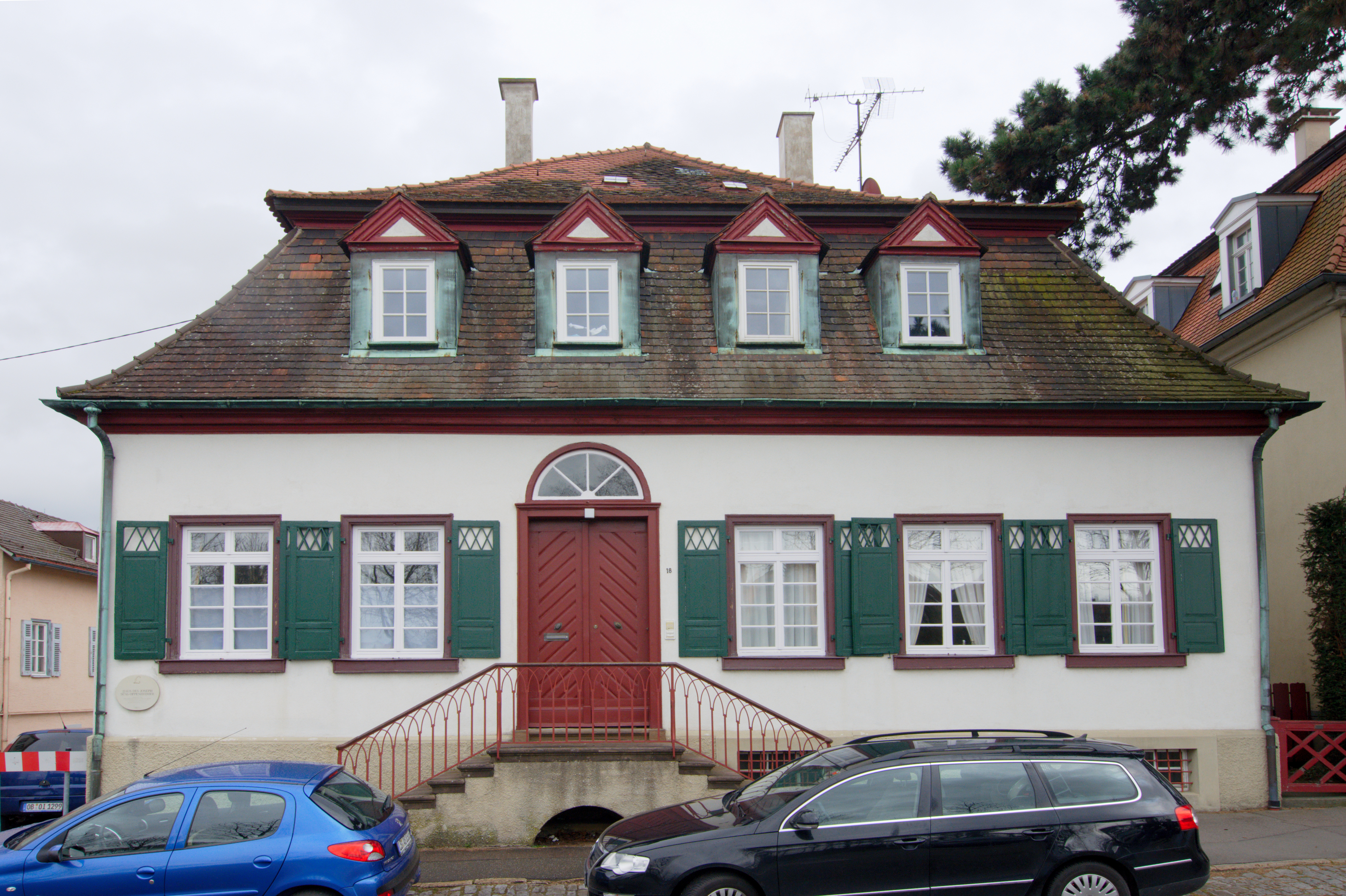
dům Josefa Süße Oppenheimera
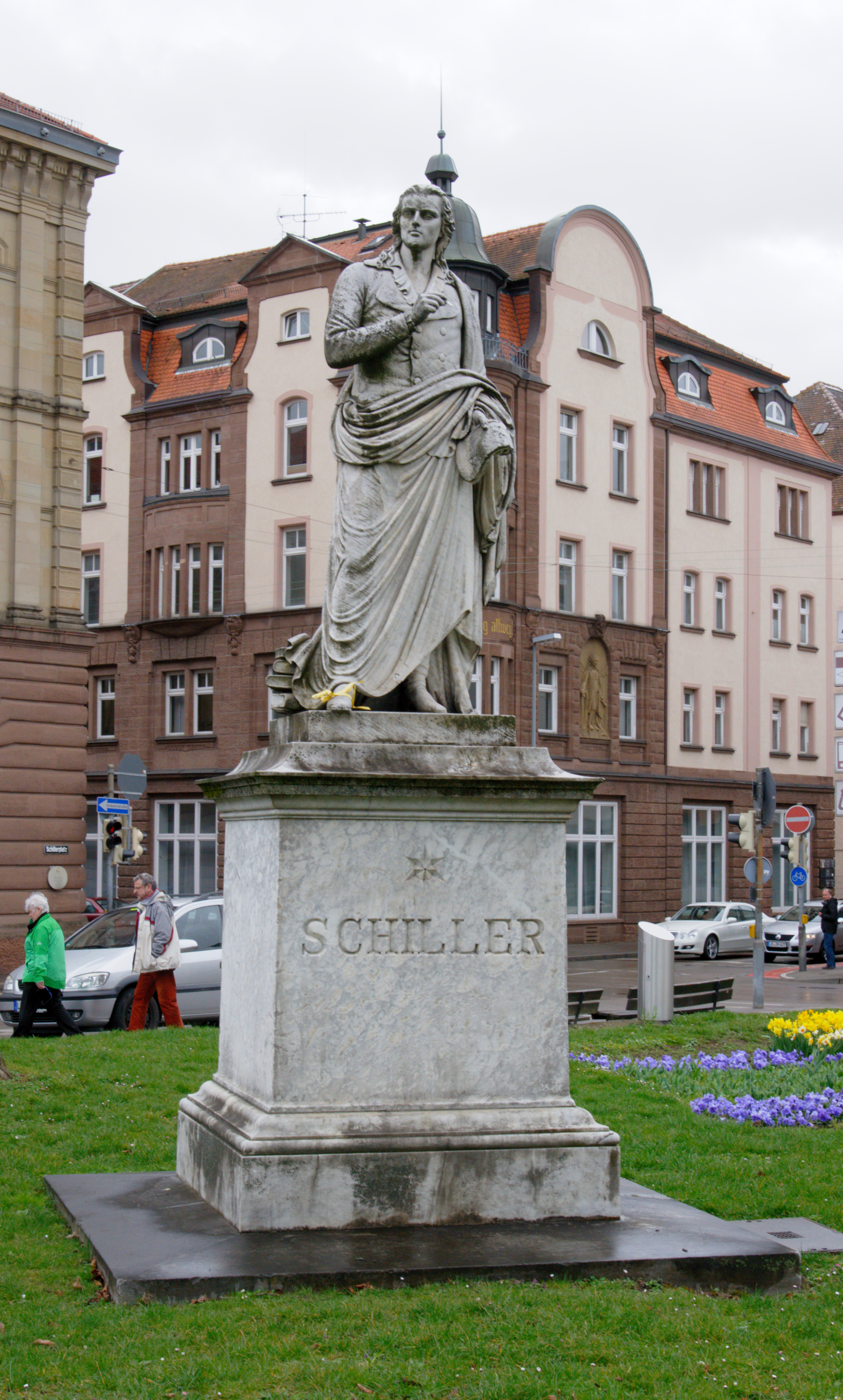
Schillerův pomník